# Uroleucon penderum
Uroleucon penderum är en insektsart som beskrevs av Robinson 1986. Uroleucon penderum ingår i släktet Uroleucon och familjen långrörsbladlöss. Inga underarter finns listade i Catalogue of Life.